# Obages
Obages – rodzaj chrząszczy z rodziny kózkowatych i podrodziny zgrzypikowych.

## Zasięg występowania
Przedstawiciele tego rodzaju występują na Półwyspie Malajskim.

## Systematyka
Do Obages należy 6 gatunków:
- Obages brinchangensis
- Obages cameroni
- Obages flavosticticus
- Obages palparis
- Obages tuberculipennis
- Obages tuberculosus